# Вигода (Ярунський район)
Вигода (рос. Выгода, пол. Wygoda) — колишнє урочище у Піщівській волості Новоград-Волинського повіту Волинської губернії та хутір Великомолодьківської сільської ради Ярунського району Волинської округи, Київської та Житомирської областей.

## Населення
У 1906 році в урочищі проживало 7 мешканців, дворів — 1.

## Історія
На початку 20 століття — урочище Піщівської волості Новоград-Волинського повіту Волинської губернії.
У 1906 році — урочище Піщівської волості (1-го стану) Новоград-Волинського повіту Волинської губернії. Відстань до повітового центру, м. Новоград-Волинський, становила 10 верст, від волосного центру, містечка Піщів — 10 верст. Найближче поштово-телеграфне відділення розміщувалося у Дідовичах.
На 1 жовтня 1941 року — хутір Великомолодьківської сільської ради Ярунського району Житомирської області. Знятий з обліку населених пунктів до 1 вересня 1946 року.